# Strawberry Panic!
Strawberry Panic! (ストロベリー・パニック! Sutoroberī Panikku!?, lit. ¡Pánico fresa!) es una serie de historias cortas de ficción japonesa escrita por Sakurako Kimino y cuya historia se enfoca en un grupo de chicas adolescentes que asisten a tres escuelas femeninas afiliadas localizadas en Astraea Hill. Un tema recurrente en la historia es la relación íntima de carácter lésbico entre los personajes. El artista original fue Chitose Maki y fue sucedido por Namuchi Takumi cuando comenzó la producción del manga y de la novela ligera.
Cuando se lanzó Strawberry Panic!, originalmente como una serie de historias cortas en la revista Dengeki G's Magazine el 30 de septiembre de 2005, pasaron aproximadamente seis meses antes de que se tornase exitosa y el número de fanáticos creciese. El manga y la novela ligera fueron el resultado de la popularidad sobre la serie.

## Argumento
La historia se centra sobre la vida de varias adolescentes que asisten a una de las tres escuelas femeninas afiliadas que comparten un campus y dormitorios: St. Miator's Girls' Academy, St. Spica's Girls' Institute y St. Lulim's Girls' School. Las estudiantes que residen en el campus viven en un gran dormitorio conocido como Ichigo-sha.
La protagonista principal de la historia es Nagisa Aoi, joven que entra en su cuarto año en St. Miator luego de ser transferida desde otra escuela. Cuando llega al campus, se entusiasma al ver la majestuosidad del área, pero repentinamente tropieza en una colina y cae, lo que la aflige, ya que estaba perdida y confundida. Al tratar de volver al campus, Nagisa se cruza con una estudiante mayor llamada Shizuma Hanazono, quien es considerada la Étoile de Astraea Hill, persona importante que es representante de las tres escuelas y posee deberes específicos que debe cumplir. Nagisa se impacta con la belleza de Shizuma y se queda inmóvil. Luego de que Shizuma la besa en la frente, Nagisa pierde la conciencia y despierta en la enfermería del colegio. En ese momento la acompañaba una chica de la misma edad que Nagisa, llamada Tamao Suzumi, y le informa que es su compañera de cuarto en el dormitorio.
En la historia que prosigue, Nagisa conoce a otras estudiantes de las tres escuelas, incluyendo algunas que la admiran, otras que la intimidan o simplemente amigas que ella conoce al asistir a St. Miator. La serie abarca las relaciones que se desarrollan entre los personajes, y el clímax se alcanza cuando dos de los personajes comienzan a tener una cita.

## Motivos
El motivo central en Strawberry Panic! es el carácter lésbico en las relaciones entre las chicas de las tres escuelas. Dependiendo del tipo del medio, las relaciones sexuales son presentadas desde un fan service explícito, o mostrando acciones en situaciones provocativas, en mayor medida en la adaptación al anime más que en el manga y en las novelas ligeras. Dicho fanservice incluiría representaciones de las acciones lésbicas, como desnudos ligeros y contactos íntimos. También ocurre que el personaje puede no mostrar una relación de manera directa. Este rango puede abarcar desde conversaciones y encuentros simples, pasando por admiraciones, y en ciertos casos relaciones sexuales.
Otro motivo que aparece de manera recurrente en la historia es la mención de las estrellas astronómicas. La figura principal es la elección de la Étoile; Étoile es una palabra francesa que significa estrella. Las tres escuelas están sobre Astraea Hill; Astraea significa sirvienta de las estrellas en griego y es una figura en la mitología griega que luego se convertiría en la constelación de Virgo. Spica es la principal estrella de dicha constelación, y cada una de las insignias de las escuelas posee estrellas. El catolicismo también aparece en la serie, incluida una estatua de la Virgen María en el campus y una gran iglesia católica en el centro de Astraea Hill.[cita requerida]

## Personajes principales
En cada una de las tres escuelas existen cuatro personajes principales, que son los doce personajes originales de las historias cortas cuando comenzó la serie. Sólo estas doce aparecieron luego en la posterior adaptación como novela visual. Otros personajes se introdujeron en el manga y en la novela ligera con el fin de crear más tramas y conflictos.
St. Miator's Girls' Academy
Nagisa Aoi es la protagonista principal de la historia y la principal disputa amorosa para los otros tres personajes principales que asisten a Miator. Es una chica vigorosa que tiene entre sus aficiones hacer nuevas amistades, que las obtiene de manera sencilla debido a su personalidad liberal y actitud sociable sobre su vida. La primera persona que conoce en Miator es Shizuma Hanazono, una misteriosa estudiante superior que es la actual Étoile. Nagisa descubre que se siente impactada ante la presencia de Shizuma. La próxima persona que conoce es Tamao Suzumi, quien se convierte en la compañera de cuarto y la mejor amiga de Nagisa. Tamao es vista con respeto entre las estudiantes de Miator; en especial las estudiantes de primer año, que la ven como una candidata viable a Étoile. El último personaje principal es Chiyo Tsukidate, estudiante de primer año, de personalidad tímida y trabaja como la sustituta de cuarto para Nagisa y Tamao.
St. Spica's Girls' Institute
Hikari Konohana, una chica tímida y silenciosa, es la principal protagonista entre las chicas que asisten a Spica, del mismo tenor que Nagisa en Miator; ella tiene una relación íntima sobre tres chicas del mismo colegio. La primera es Yaya Nanto, una chica rebelde que es la mejor amiga y compañera de cuarto de Hikari. Tanto ella como Hikari son miembros del coro de St. Spica. A pesar de que Hikari es la más diligente de las dos, Tsubomi mencionó que Yaya es la más cualificada. Hikari también conoce a una chica mayor llamada Amane Ōtori, cuya apariencia es parecida a la de un príncipe de un cuento de hadas, ya que en ocasiones monta a un caballo llamado Star Bride. Amane es admirada por la mayoría de las estudiantes de Spica y también por las estudiantes de las otras dos escuelas, aunque a ella no le agrada ser popular. La última protagonista principal de Spica es Tsubomi Okukawa, una estudiante de primer año que posee una personalidad muy madura para su edad y causa desesperación sobre Yaya. También está en el coro de St. Spica, aunque la principal razón por la que se unió fue por Hikari.
St. Lulim's Girls' School
Entre las tres escuelas, St. Lulim tiene un menor énfasis en las relaciones románticas entre las personas, aunque los personajes de Lulim poseen ciertas afinidades amistosas. La líder del grupo es Chikaru Minamoto, la presidenta del consejo estudiantil de Lulim, y una líder innata. Posee una personalidad amistosa y es capaz de dar ánimos, de servir como consejera o simplemente de ser un apoyo en momentos difíciles. Las otras tres chicas incluyen a Kizuna Hyūga, una chica hiperactiva y extrovertida que sigue al pie de la letra las decisiones de Chikaru. Kizuna es muy expresiva en sus acciones y palabras, y no pierde el tiempo en presentarse ante una nueva persona. Su amiga íntima es Remon Natsume, quien es similar a Kizuna en personalidad, pero no es tendente a sufrir accidentes como ella. Cuando ambas aparecen, Kizuna es la que más habla; Remon a veces está de acuerdo con las ideas de su compañera aunque en el momento que lo requiera, ella emite una opinión. Por último está Kagome Byakudan, la más joven del grupo y siempre carga su oso de peluche llamado Percival (パーシバル Pāshibaru?), del cual en ocasiones le habla como si estuviera vivo. Mientras ella no habla o exprese sus emociones, posee una alta percepción de las emociones de las otras personas y les puede decir cuando ellos están profundamente idos o sufren emocionalmente.

### SistemaÉtoile
Étoile (エトワール Etowāru?) es una palabra francesa que significa estrella. El sistema Étoile de Astraea Hill es usado en la política interna entre las escuelas y administra las operaciones escolares. Designa a dos Étoiles que son elegidas al mismo tiempo y comparten sus delegaciones como un equipo. En el anime, Shizuma Hanazono es la única Étoile ya que su otra compañera, Kaori, quien también fue Étoile y compañera inseparable de Shizuma había fallecido debido a una enfermedad pulmonar, se decía que padecía asma, y se menciona en la parte final de la historia. Las dos Étoile son vistas como testaferros de Astraea Hill. Dado que en Astraea Hill hay tres escuelas, ambas Étoile deben provenir de la misma escuela. Las Étoile tienen tareas específicas, como recibir a las nuevas estudiantes en Astraea Hill, participar en los eventos más importantes de la escuela y ser mediadoras en las disputas durante las reuniones del consejo de estudiantes de las tres escuelas, entre otras funciones. Las Étoiles tienen a su cargo un invernadero privado, donde se usan las flores para eventos escolares. Las Étoile son elegidas a través de un proceso llamado Elección Étoile (エトワール選 Etowāru-sen?), que consiste en tres competiciones específicas, reseñado en las versiones del manga y de la novela ligera. Las parejas ganadoras de las dos primeras competiciones concursan en la tercera competición, y la pareja que gana la tercera competición se convierte en Étoile. En las novelas ligeras y en el manga, la primera parte de la elección es llamada "Cadette Selection" y es referido(¿?) del francés La Brillante Ouverture, que significa La Apertura Brillante. Durante este evento, la más joven de la pareja debe responder preguntas concernientes a Astraea Hill y debe tener un mínimo de conocimiento acerca de las tres escuelas. En el anime, la elección comienza con la Étoile saliente dando un ramo de flores y deseando buena suerte a las candidatas. Un baile de salón es otro aspecto importante en la elección. El baile sirve como una expresión de gracia entre las candidatas, y prueba la capacidad de interacción de la pareja.
Cuando son nominadas las ganadoras, se realiza una ceremonia que marca el fin de la elección. En ese momento, el presidente del consejo estudiantil de la escuela que ganó la elección les entrega dos collares a las ganadoras, que deben usar durante su cargo como Étoile. Ambos collares son idénticos excepto por los colores de los pendientes; uno es rojo y el otro azul. La estudiante de mayor grado recibe el pendiente azul, y la de menor grado recibe el rojo.

## Lugares

### Astraea Hill
El lugar donde se desarrolla la acción de Strawberry Panic! se conoce como Astraea
Hill (アストラエアの丘 Asutoraea no Oka?), una gran cumbre de colina en donde se localizan las escuelas afiliadas de Miator, Spica y Lulim. La colina es conocida como un lugar sacro en donde los varones tienen prohibida la entrada. Las estudiantes que residen en el campus permanecen en un dormitorio conocido como Ichigo-sha. Un lugar destacado en Astraea Hill es una gran iglesia católica en el centro de la colina, cerca de un pequeño lago, que puede verse desde una gran distancia.
Otros lugares conocidos incluyen la biblioteca en un costado del lago y el establo localizado en Spica. Astraea Hill fue diseñado originalmente para tener las tres escuelas en una disposición de triángulo, teniendo al Ichigo-sha en el centro. La iglesia se encuentra cerca del Ichigo-sha.

### Escuelas
Existen tres escuelas femeninas dentro de Astraea Hill. Cada una tiene su propio consejo estudiantil que trata los asuntos internos. Periódicamente, los tres consejos estudiantiles, incluyendo a las Étoile, se reúnen en lo que se conoce como el Consejo Estudiantil Unido de Astraea. Los temas a discutir en estas reuniones generales incluyen asuntos comunes que afectan a las tres escuelas, tales como la Elección Étoile. El sistema escolar usa el sistema escocés de numerar los grados; en Astraea Hill, las estudiantes son enumeradas desde los grados uno al seis:
| Sistema de grados | Sistema de grados          |
| Astraea Hill      | Japonés tradicional        |
| ----------------- | -------------------------- |
| Primer año        | Primer año (Secundaria)    |
| Segundo año       | Segundo año (Secundaria)   |
| Tercer año        | Tercer año (Secundaria)    |
| Cuarto año        | Primer año (Preparatoria)  |
| Quinto año        | Segundo año (Preparatoria) |
| Sexto año         | Tercer año (Preparatoria)  |

St. Miator's Girls' Academy
St. Miator's Girls' Academy (聖ミアトル女学園 Sei Miatoru Jogakuen?) es la más antigua de las tres escuelas y posee el mayor legado; Miator es conocida por mantener antiguas tradiciones. Fue fundada en un monasterio y es vista como la escuela para las "desposadas", confirmado por la existencia de clases extracurriculares que incluyen la ceremonia del té, ikebana y danza japonesa. No es usual para las estudiantes comprometerse en matrimonio antes de la graduación. Entre las reglas de la escuela, está la séptima: «no mostrar tus dientes mientras ríes en un lugar público», y la novena: «hacer una reverencia con una inclinación de treinta grados desde la cintura». La escuela tiene como uniforme unos trajes largos color negro, inspirados en la moda Gothic Lolita. En el verano, los uniformes son verdes y tienen las mangas cortas. Estos uniformes aparentan ser tradicionales en realidad, acorde a la larga historia de Miator en Astraea Hill. En Miator, los nombres de los grupos son asociados con objetos de la naturaleza tales como luna (月 tsuki?), flor (花 hana?) y nieve (雪 yuki?).
En el Ichigo-sha existe un sistema llamado «sustituta de cuarto» que es aplicado solamente por las estudiantes de Miator. Cuando una estudiante de menor grado entra al colegio, si son elegidas para servir a las estudiantes de grados superiores como sustitutas de cuarto, obtendrán una mayor oportunidad de demostrar su cariño hacia ellas. Las sustitutas de cuarto realizan tareas de sirvienta, que incluyen la limpieza del cuarto de las estudiantes en donde fueron asignadas. Deben pedir sugerencias a sus superiores primero antes de tomar decisiones propias referentes a la decoración del cuarto de las estudiantes superiores.
St. Spica's Girls' Institute
St. Spica's Girls' Institute (聖スピカ女学院 Sei Supika Jogakuin?) es la escuela que tiene uniformes y edificios color blanco, dando una apariencia profesional; fue edificado después de Miator. La escuela es conocida por promover el avance en la independencia de las mujeres que tienen un rol en mejorar la sociedad. Son también conocidos por su cultura y por su enfoque al programa deportivo comparado con las otras dos escuelas. Spica también posee el coro de St. Spica, o el “Santo Coro”, conformado por estudiantes de Spica que cantan en eventos especiales y conciertos para los estudiantes de Astraea Hill. En Spica, los nombres de los grupos son los números en francés, tales como un (uno), deux (dos), y trois (tres).
Entre las reglas de la escuela están la número trece: “las relaciones fuera del campus deben tener la aprobación de la escuela y de los guardianes”; y la número veintiséis: “la ropa interior y los guantes deben ser blancos; cualquier otro color está prohibido”. En la primavera sus uniformes poseen una franja azul y mangas cortas, aunque es casi el mismo que el uniforme de otoño. Spica y Miator poseen una rivalidad enorme, que generalmente desemboca en disputas entre estudiantes de ambas escuelas.
St. Lulim's Girls' School
St. Lulim's Girls' School (聖ル・リム女学校 Sei Ru Rimu Jogakkō?) es la más nueva de las tres escuelas, posee edificios y uniformes color rosado. Su uniforme está modelado del uniforme sailor fuku, uno de los uniformes tradicionales de Japón, cuyo estilo lo hace más inmaduro comparado con los de las otras escuelas. En la primavera sus uniformes no cambian mucho a excepción de unas mangas más cortas para la camisa y una corbata. En Lulim, los nombres de los grupos son las letras del alfabeto latín: A, B, C, etc. Lulim fue originalmente llamado como Le Lim.
Las estudiantes de Lulim tienen una tradición de libertad y sosiego, y raramente se les ve peleando. Las estudiantes de la escuela disfrutan de muchas libertades con respecto a las actividades, permitiendo cual clase de clubes. De hecho, existe una gran cantidad de clubes en Lulim desde la danza, la cocina, o cualquier cosa que pueda ser realizado en un grupo de al menos tres personas. Entre las reglas escolares se encuentran la número cinco: “vestir siempre el uniforme escolar de manera adecuada cuando salen”; y la número ocho: “una estudiante superior debe siempre proteger a una estudiante de menor grado, enseñarle y guiarla”.

### Ichigo-sha
Las estudiantes que viven en el campus residen en un dormitorio llamado como Ichigo-sha (いちご舎?   lit. Casa fresa). La edificación es triangular, con el propósito de separar a las estudiantes de las tres escuelas, por lo tanto cada área asignada tiene el mismo tamaño. Fue construido cien años antes del comienzo de la historia, en el mismo tiempo en que fundado Miator. A pesar de que fue originalmente hecho para las estudiantes cuyos hogares se encontraban lejos, se convirtió en la casa de las hijas de las familias distinguidas que deseaban tener una experiencia de vida grupal. Al entrar al dormitorio, cada estudiante le es asignado una compañera de cuarto desde ese momento hasta su graduación. Esto conllevaba a una relación especial con su compañera de cuarto y que podía evolucionar a una relación íntima. En ciertos casos, una estudiante no puede tener una compañera de cuarto y vive sola hasta que alguna estudiante transferida llegue al colegio. Las estudiantes transferidas deben tener la misma edad que su compañera de cuarto. El nombre del edificio toma de la forma de éste, que es similar a una fresa. Una de las reglas del dormitorio es el número veintiuno: “se deben apagar las luces a las 10 p.m., y desde esa hora las actividades están prohibidas”. Tradicionalmente, las estudiantes pueden tomar tres días y dos noches de la “escuela de verano”; aunque esta actividad no es propiamente académica. En ese momento, las estudiantes realizan un viaje a una playa local y se divierten con sus amigas, teniendo una oportunidad de fortalecer las relaciones amistosas fuera del campus. Se dice que es un momento interesante que ocurre cada año ya que causa emoción sobre las estudiantes.

### Biblioteca Astraea
Las estudiantes pueden ir a estudiar en una biblioteca localizada en Astraea Hill. Los servicios de la biblioteca son ofrecidos por bibliotecarias voluntarias del Club de la Biblioteca. Entre sus principales actividades consisten en el préstamo de ítems tales como libros, paraguas, entre otros; y mantener organizada la biblioteca. Chiyo Tsukidate y Mizuho Kanō, una de las amigas de Shizuma, son dos de las bibliotecarias. 
La biblioteca tiene un propósito aparte de la lectura y el estudio. Aunque está sobreentendido en el anime, en el manga explica que el edificio de la biblioteca tiene otro nombre – “El Jardín Secreto”. Es un lugar conocido en el campus y que es punto de encuentro secreto de cita.

## Medios
El origen de Strawberry Panic! estuvo en la edición de octubre de 2003 en la revista bishōjo japonesa Dengeki G's Magazine, en donde fue anunciado luego del término del anterior trabajo de Sakurako Kimino Sister Princess, y que consistiría en un nuevo proyecto que tendría la participación de los lectores, que comenzaría en el próximo mes.  En la edición de noviembre de 2003, el primer grupo de personajes de St. Miator fueron presentados y fue relevado la forma en que los lectores podían participar en el proyecto. El sistema inicial tenía a tres personajes principales: Nagisa, Hikari y Kizuna (sólo fueron mencionados sus nombres); eran hermanas y al mismo tiempo eran las hermanas menores de los lectores de la revista, poniendo al lector en la posición de hermano mayor. Cada chica asistiría a su respectiva escuela y se convertiría en la protagonista de dicha escuela. Se explicó que el emparejamiento de los personajes principales podía ser con una estudiante superior, una compañera de clase, o con una estudiante inferior, pero que debían pertenecer a la misma escuela al que acuden. Los lectores tenían la habilidad de influir en las formaciones de parejas.
En diciembre, los personajes de Spica y Lulim fueron presentados y en la edición de enero se presentaron las primeras ilustraciones de las tres escuelas y del Ichigo-sha, dibujados por Chitose Maki; a partir de ese momento la participación del lector comenzaría. Se presentarían encuestas en la edición de enero de 2004 en donde los lectores podían votar acerca de cómo debía iniciarse y cómo debía progresar en los meses siguientes. Antes del conteo de votos, las tres primeras historias cortas fueron escritas y publicadas en la edición de febrero de 2004 de Dengeki G's Magazine. Cada historia contenía una ilustración de las dos chicas que conformarían la pareja en cada historia.
La participación del lector finalizaría tras nueve rondas de votaciones en la edición de febrero de 2005 de Dengeki G's Magazine en donde se anunciaría que la serie sería continuada en otras formas, tales como las novelas ligeras y manga. Las historias cortas originales y los resultados de las encuestas de los lectores fueron usados como base de las versiones posteriores de Strawberry Panic!. Entre mayo y septiembre de 2005, se realizó una revisión de la serie y se publicaron cinco historias cortas adicionales de manera mensual. Tras la última compilación en septiembre de 2005, se decidió que el ilustrador original, Chitose Maki, no seguiría aportando en la serie y se decidió que Namuchi Takumi lo reemplazaría.

### Radio
Entre noviembre de 2005 y diciembre de 2006, Lantis Web Radio presentó un programa por radio llamado Mai & Ai no Dengeki G's Radio Strawberry Panic! ~Oneesama to Ichigo Sōdō~ (麻衣&愛の電撃G’sラジオストロベリー・パニック!~お姉様といちごそうどう~?). Fue presentado por Mai Nakahara, quien era la seiyū de Nagisa Aoi en la edición anime, y por Ai Shimizu, quien dio la voz de Tamao Suzumi y Kizuna Hyūga en el anime. Este programa consistió en 61 episodios que fueron divididos en tres CD; el primero salió a la venta el 8 de marzo de 2006. Los otros CD fueron estrenados el 5 de julio de 2006 y el 11 de enero de 2007 en Japón. El programa radial era frecuentado por nueve invitadas, actrices que asumieron los roles de los personajes en el anime; y por una invitada especial, rino, quien cantó el opening "Sweetest" en la versión del juego en PlayStation2.

### Manga
El manga de Strawberry Panic!, escrito por Sakurako Kimino e ilustrado por Namuchi Takumi, fue producido en Dengeki G's Magazine el 30 de septiembre de 2005; un nuevo capítulo fue presentado cada mes. Hacia marzo de 2007, se han publicado dos tankōbon en Japón en Dengeki Comics de MediaWorks. El primero salió a la venta el 27 de marzo de 2006 (ISBN 4-8402-3419-1) mostrando a Nagisa y a Shizuma en la portada, y el segundo volumen se presentó el 27 de octubre de 2006 (ISBN 4-8402-3600-3), mostrando a Nagisa y a Tamao en la portada. Un tercer volumen está planeado para salir a la venta, pero no se ha especificado el día. Mientras el manga permanece sin terminar, Strawberry Panic! no se ha vuelto a aparecer en Dengeki G's Magazine desde la publicación de la edición de abril de 2007. Ha habido grandes diferencias entre las versiones del manga y anime, sobre todo con la trama y la interacción de los personajes. Los personajes tienen diseños muy diferentes, por ejemplo con Shion Tōmori y Kaname Kenjō. El manga presenta la elección Étoile al comienzo de la historia, mientras que en el anime se presenta al final para tener un efecto más dramático. El primer volumen ya fue publicado al inglés el 23 de diciembre de 2007, y el segundo fue presentado en marzo de 2008.

### Novelas ligeras
El anuncio de la presentación de la serie de novelas ligeras de Strawberry Panic!, basado en la historias cortas originales, se hizo en la edición de abril de 2005 de Dengeki G's Magazine. Al mes siguiente, se comenzó con la redacción y la ilustración de las novelas, por las mismas dos personas que trabajaron en el manga. El anuncio de la finalización de la redacción de las novelas fue hecho en la edición de septiembre de 2005 de la misma revista, aunque la primera novela fue publicada por Dengeki Bunko de MediaWorks el 10 de marzo de 2006 (ISBN 4-8402-3354-3). En el primer volumen se muestra a Shizuma y a Nagisa en la portada; y en el segundo volumen, presentado el 9 de agosto de 2006 (ISBN 4-8402-3526-0), tenía a Amane y a Hikari en la portada. El tercer y último volumen, lanzado el 10 de diciembre de 2006 (ISBN 4-8402-3646-1), presentaba a Chikaru y a Kizuna en la portada. Seven Seas Entertainment anunció el 13 de septiembre de 2006 que licenció el derecho de transcribir al inglés la serie de manga y las novelas ligeras de Strawberry Panic!. Luego de varios retrasos, la versión en inglés del primer volumen fue publicado en marzo de 2008.

### Anime
La serie de anime de Strawberry Panic! (el título del anime ha omitido el signo de exclamación del título original), que se estrenó en Japón el 3 de abril de 2006, y que concluyó el 25 de septiembre de 2006, tenía un argumento central basado en el yuri. La serie de anime contiene 26 episodios, muchos de los cuales fueron basados en las historias cortas y en el manga. El anime se enfoca principalmente en Nagisa Aoi y Hikari Konohana y sus tres pretendientes amorosas que compiten con sus afecciones. El fanservice, o la presentación visual de las chicas al desnudo o en situaciones provocativas, es visto en el anime, aunque por intervalos breves.
El anime fue vendido en Japón de manera periódica; el primer boxset, "Strawberry Panic DVD Box I" (en edición regular y especial), fue presentado el 23 de junio de 2006. El boxset contiene el primer y segundo episodio de la serie, Sakura no Oka (櫻の丘?) y Etoile (エトワール Etowāru?). El segundo boxset, titulado "Strawberry Panic DVD Box II" (en edición regular y especial), fue lanzado el 25 de julio de 2006, presentando el tercero, cuarto y quinto episodio, Yaneura (屋根裏?), Hakuba no Kimi (白馬の君?) e Imōtotachi (妹たち?). Las ediciones regulares y especiales de los boxset son similares en contenido, pero las ediciones especiales están empacadas en una funda especial y contiene un folleto original en la que incluye mercancía adicional. La edición especial posee también versiones diferentes del opening y del ending, y escenas omitidas. Media Blasters anunció el 2 de julio de 2007 que licenciaron el derecho de la publicación de la versión en inglés de la serie de anime de Strawberry Panic! y fue estrenado en los Estados Unidos en enero del 2016 por el canal Toku. Anime Onegai obtuvo la licencia de la serie en América Latina.

### CD de audio
La banda sonora original de la adaptación al anime, compuesta por Yoshihisa Hirano, fue presentada el 6 de septiembre de 2006 por Lantis. El 21 de septiembre de 2006, la banda sonora del videojuego fue lanzado por la misma compañía. Los dos opening del anime, Shōjo Meiro de Tsukamaete y Kuchibiru Daydream fueron cantados por Aki Misato.  Shōjo Meiro de Tsukamaete alcanzó la posición #38 de la lista Oricon y Kuchibiru Daydream alcanzó la posición #47. Dos ending del anime, Himitsu Dolls e Ichigo Tsumi Monogatari, fueron cantados por Mai Nakahara y Ai Shimizu como dueto. El ending final, presentado en el último episodio fue una versión remix lenta de Shōjo Meiro de Tsukamaete, cantada por Aki Misato. 
También se han publicado tres CD dramas relacionados con la adaptación al anime. El primero se titula Strawberry Panic Lyric 1 "Miator volume" y fue publicado en Japón el 26 de julio de 2006. Participaron las mismas seiyū del anime, totalizando a trece personajes. Está presentado en un CD que posee doce pistas de pequeñas escenas que involucran a los personajes en diversas situaciones. El segundo CD drama, Strawberry Panic Lyric 2 "Spica volume" fue lanzado el 25 de octubre de 2006 y el tercero fue presentado el 6 de diciembre de 2006, titulado Strawbery Panic Lyric 3 "Lulim volume".

### Novela visual

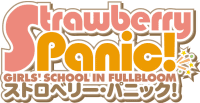

El videojuego presentado como novela visual, llamado Strawberry Panic! GIRLS' SCHOOL IN FULLBLOOM para la consola PlayStation 2, apareció en Japón el 24 de agosto de 2006. Dos versiones del juego fueron lanzados el mismo día – una edición regular y una edición limitada que incluía un CD drama. El CD drama contiene tres pistas – una para las estudiantes de cada colegio.
La edición regular costaba alrededor de 7140 yen (aproximadamente 61.13 dólares) y la edición limitada costó 9240 yen (aproximadamente 79.11 dólares); ambos precios incluían los impuestos. Strawberry Panic! GIRLS' SCHOOL IN FULLBLOOM recibió una calificación total de 26/40 (con las cuatro calificaciones individuales de 6, 7, 7 y 6) por la revista de videojuegos japonés Famitsu.
El juego posee tres personajes manejables, cada una representando a una escuela: Nagisa, Hikari y Kizuna. En el juego, no poseen sus apellidos, del mismo modo cuando la serie de historias cortas fue publicada por primera vez. Ai Shimizu mantuvo su rol de Kizuna en el juego, mientras que Miyuki Sawashiro dio la voz de Tamao Suzumi. El juego posee un “modo de chico” y un “modo de chica”. Eligiendo la versión masculina, la historia es contada vía e-mail por la hermana menor del jugador; en la versión femenina, la historia es contada en el diario personal del jugador. El jugador tiene la oportunidad de tener una relación con cualquiera de las otras nueve personajes de la historia, sin incluir los personajes manejables. En total, existen 27 combinaciones diferentes, dependiendo de qué chica es elegida por el protagonista al inicio del juego.
El juego transcurre alrededor de un semestre escolar; el primer día es el 1 de abril. En el “modo de chico”, cada día concluye con una imagen chibi de la protagonista que el jugador eligió, desplomada sobre su computadora en su cuarto; mostrándose en el monitor un e-mail de una chica que ella interactúa durante el día. Cuando la protagonista duerme, su objeto de afecto aparece en un cuadro de diálogo sobre su cabeza. En cambio, en el “modo de chica”, ella aparece escribiendo en su diario. En el primer día del juego no hay interacción del jugador; el jugador debe leer el texto y familiarizarse con las chicas. También el juego usa un sistema de ángel/demonio donde una versión miniaturizada de un ángel y un demonio de cada chica flota a lado de ella, y aparece cuando se deben hacer decisiones críticas; esto no está restringido a los tres personajes manejables. De igual modo, hay un sistema llamado “Strawberry chance” en donde el resultado de algunas escenas varía si el jugador presiona una de las barras análogas que aparecen de manera rápida y que tienen escrito la palabra "Chance!" (チャンス！ Chansu!?), en la parte superior derecha de la pantalla.

## Recepción
En la edición de enero de 2004 de Dengeki G's Magazine, se anunció el uso de varias encuestas que determinarían el desarrollo de las parejas entre los personajes de cada escuela. Los resultados fueron presentados en la edición de marzo de 2004, en donde el número de votos totales llegó a 1979. Las tres parejas que tenían la mayor cantidad fueron Nagisa/Tamao con 481 votos, Hikari/Amane con 343 votos y Kizuna/Chikaru con 260 votos. Los resultados de la segunda ronda fueron publicados en la edición de mayo de 2004 e incluían 64 diferentes combinaciones surgidas entre las 12 personajes. Las tres parejas que tuvieron la mayor cantidad de votos fueron nuevamente Nagisa/Tamao con 150 votos, Nagisa/Amane con 114 votos, y Hikari/Amane por segunda ocasión con 102 votos. En la tercera ronda de votaciones publicada en la edición de julio de 2004, el número de votos creció dramáticamente; la pareja más votada fue Nagisa/Tamao con 1215 votos.

### Ventas
Hacia noviembre de 2006, del primer boxset de anime, titulado "Strawberry Panic DVD Box I", se habían vendido 1918 unidades. Para la misma fecha, del segundo boxset, titulado "Strawberry Panic DVD Box II", se habían vendido 2814 unidades. El tercer boxset, "Strawberry Panic DVD Box III", fue presentado el 25 de agosto de 2006 y contiene el sexto episodio Onshitsu (温室?), el séptimo episodio, Ibara no Wana (荊の罠?) y el octavo episodio, Ajisai (紫陽花?); se vendieron 2464 unidades. El cuarto boxset, "Strawberry Panic DVD Box IV", fue lanzado el 22 de septiembre de 2006, y contiene el noveno, décimo y undécimo episodio, Kioku (記憶?), Kojin Kyōju (個人教授?) y Ryūseiu (流星雨?); se vendieron 2074 unidades. El quinto boxset, "Strawberry Panic
DVD Box V", fue presentado el 25 de octubre de 2006. El boxset contiene el duodécimo episodio Natsujikan (夏時間?), el decimotercero episodio Shiosai (潮騒?) y el decimocuarto episodio Shin'yū Ijō (親友以上?); el boxset tuvo una venta de 2595 unidades. El sexto boxset, "Strawberry Panic DVD Box VI", salió a la venta en Japón el 24 de noviembre de 2006 y contiene el decimoquinto episodio Heroine (ヒロイン?), el decimosexto episodio Butaiura (舞台裏?) y el decimoséptimo episodio Himitsu (秘密?); se vendieron 2146 unidades. El índice de ventas fue registrado hacia finales de noviembre de 2006.
El séptimo boxset, "Strawberry Panic DVD Box VII", fue lanzado el 22 de diciembre de 2006 y contiene el decimoctavo, decimonoveno y vigésimo episodio, Ai no Arashi (愛の嵐?), Refrain (リフレイン?) y Kokuhaku (告白?) respectivamente. El octavo boxset, "Strawberry Panic DVD VIII", fue presentado el 25 de enero de 2007. Este boxset contiene el vigésimo primer episodio Hana no yōni (花のように?), el vigésimo segundo episodio Kettō (決闘?) y el vigésimo tercer episodio Meiro (迷路?). El último boxset, "Strawberry Panic DVD Box IX", fue presentado el 23 de febrero de 2007, conteniendo el vigésimo cuarto episodio Unmei no Yubiwa (運命の輪?), el vigésimo quinto episodio Enbukyoku (円舞曲?) y el vigésimo sexto y último episodio Hajimari (はじまり?). En los primeros días, la novel visual Strawberry Panic! GIRLS' SCHOOL IN FULLBLOOM tuvo una venta de 3660 unidades – 1980 para la edición regular y 1680 para la edición limitada.